# Yeshivá Rabino Samson Raphael Hirsch
La Yeshivá del Rabino Samson Raphael Hirsch, fue fundada en la ciudad de Nueva York en 1944, como un medio para establecer de nuevo la comunidad judía ortodoxa de Frankfurt, Alemania, en los Estados Unidos. La escuela, fue fundada por el Rabino Joseph Breuer, está dirigida según la filosofía del Rabino Samson Raphael Hirsch. Se encuentra en el barrio del Alto Manhattan de Washington Heights. La institución tiene varios departamentos, incluye escuelas primarias, intermedias, y secundarias, separadas para niños y niñas, y una academia talmúdica después de la escuela secundaria. También mantuvo un seminario de profesores durante muchos años, pero fue cerrado en el año 2004. La yeshivá está bajo los auspicios generales de la congregación Khal Adath Jeshurun, una congregación ortodoxa que sirve a la comunidad judía mayoritariamente alemana de Washington Heights y Fort Tryon en el alto Manhattan.